# NGC 2334
NGC 2334 = IC 465 ist eine linsenförmige Galaxie vom Hubble-Typ S0-a im Sternbild Luchs am Nordhimmel. Sie ist rund 275 Millionen Lichtjahre von der Milchstraße entfernt.
Das Objekt wurde am 2. Januar 1851 vom irischen Astronomen Bindon Blood Stoney, einem Assistenten von William Parsons, entdeckt.